# تشانغ كيو تشول
تشانغ كيو تشول (19 يونيو 1946 – 19 أبريل 2000) هو ملاكم كوري جنوبي راحل، مثّل بلاده في الألعاب الأولمبية الصيفية 1968 وحقق الميدالية البرونزية في فئة وزن البانتام.

## روابط خارجية
تشانغ كيو تشول على موقع بوكس ريك (الإنجليزية) (registration required)
- تشانغ كيو تشول على موقع اللجنة الأولمبية الدولية (الإنجليزية)
- تشانغ كيو تشول على موقع أوليمبيديا (الإنجليزية)